# 郝世家
郝世家，字道传，號瓠中，陕西三原人，明朝政治人物、進士出身。

## 生平
正德二年（1507年）丁卯科舉人，九年（1514年）甲戌科進士，官裕州知州，历升江西左参议、四川按察司副使、四川布政司左参政。